# Каравате
Каравате (итал. Caravate) је насеље у Италији у округу Варезе, региону Ломбардија.
Према процени из 2011. у насељу је живело 2530 становника. Насеље се налази на надморској висини од 255 м.

## Становништво
| 1936. | 1951. | 1961. | 1971. | 1981. | 1991. | 2001. | 2011. |
| ----- | ----- | ----- | ----- | ----- | ----- | ----- | ----- |
| 1.263 | 1.560 | 1.982 | 2.145 | 2.201 | 2.471 | 2.607 | 2.612 |